# 가운데땅

가운데땅의 지도

가운데땅(영어: the Middle Earth 꿰냐: endor 엔도르 신다린: ennor 엔노르) 또는 중간계(中間界)는 작가 J.R.R.톨킨의 소설에 등장하는 허구의 공간이다. 톨킨이 상상으로 창조한 세계인 아르다(Arda, 톨킨이 상정한 옛 지구)의 일부로써, 약 제1시대 말 즈음에 비로소 아르다의 역사에서 드러난 곳이다. 《호빗》과 《반지의 제왕》의 배경이고, 《실마릴리온》의 일부 배경이기도 하다. 주로 제3시대에 주목되었던 땅이다.

## 개념

### 어원
가운데땅(영어: Middle-earth)이라는 용어의 시작은 톨킨이 만들었다기 보다는, 현대 영어에서 미드가르드(Midgard, 북유럽 신화에 등장하는 용어로 중간계를 의미한다.)로 번역되는 고대 영어 middanġeard와 중세 영어 midden(l)-erd에서 나온 것으로 본다. middan(중간의)-뒤에 붙은 고대 영어의 -geard는 "yard"(장) 혹은 "enclosure"(울타리를 친 장소)를 의미하고, 중세영어의 -erde는 "earth"(지구)를 의미한다.

### 톨킨에 의한 용법
톨킨은 고대 영어 단어 middangeard(영어: Midgard, 미드가르드)를 그가 1914년 고대 영어 분석 연구를 하면서 처음 접한다.

고대 영어 원문
Éala éarendel engla beorhtast / ofer middangeard monnum sended.

현대 영어 해석
Hail Earendel, brightest of angels / above the middle-earth sent unto men.

한국어 해석
에아렌델, 가장 밝은 천사여 / 가운데땅 위에서 사람들에게 보내졌네. 

이 인용문은 퀴너울프의 종교적 시의 일부분이다. 이 시의 에아렌델(Éarendel)라는 이름은 톨킨이 만든 등장인물인 항해자 에아렌딜(Eärendil)이라는 등장인물에 영향을 끼친다. 에아렌딜은 톨킨의 가운뎃땅 서사에서 기독교 설화의 '천사'와 비슷한 위치에 있는 발라들(Valar)의 도움으로 '가운데땅'을 항해하는 인물이다. 에아렌딜에 관해 톨킨이 시를 쓴 시기는 1914년이며 이는 그가 종교시를 읽은 해와 같다.
톨킨이 저술 초기부터 '중간계'이라는 용어를 사용한 것은 아니다. 그가 1920년대에 쓴 《누메노르와 중간계의 끝나지 않은 이야기들》(1980년에 출판됨)과 《호빗》(1937)에서도 중간계라는 용어는 사용되지 않았다.
톨킨은 "중간계"이라는 용어를 1930년대에 편지에서 처음 썼다. 처음에는 "거대한 땅"(Great Lands), "외부의 땅"(Outer Lands), "이곳 땅"(Hither Lands)등을 중간계를 가리키는 말로 대신 썼었다. '중간계'라는 용어는 《반지의 제왕》을 초안하면서 나타났고 처음 반지의 제왕 톨킨의 프롤로그에서 책으로 발행되어 나타난다. 그 내용은 다음과 같다.

영어 원문
"...Hobbits had, in fact, lived quietly in Middle-earth for many long years before other folk even became aware of them."

한글 해석
"..호빗들은 사실, 다른 이들이 그들을 알기 전부터 중간계에서 오랜 세월동안 조용하게 살아왔다.

## 지리적 위치
중간계의 서쪽 부분은 현대 지구의 위치에서 유럽이 되는 것으로 알려져 있다.

## 한국어 번역
그동안 《반지의 제왕》의 한국 번역들에서는 'Middleearth'에 대한 다양한 번역어가 제시되었다. 첫 번역인 예문판 번역에서는 '중간계'라고 번역했고, 다음 공식 번역인 황금가지 판본에서는 '중원'을 사용하였다. 국내 반지의 제왕 팬덤 중에서는 '가온땅', '가운뎃땅' 등의 대안을 제시했다. 현재 《호빗》, 《반지의 제왕》, 《실마릴리온》의 정식 번역판을 낸 '씨앗을 뿌리는 사람' 출판사에서는 '가운데땅'이라는 용어를 사용하고 있으며, 반지의 제왕 팬들도 이 번역을 받아들이고 있다.

## 같이 보기
- 바르도 (불교) - 불교에서 중간계라고 번역한다.
- 가운데땅 관련 문서 목록